# Willy Fleckhaus
Willy Fleckhaus (Velbert, 21 dicembre 1925 – Castelfranco di Sopra, 12 settembre 1983) è stato un designer tedesco.

## Biografia
Nato a Velbert in Germania, fu art director di Twen magazine tedesco dal 1959 al 1970. È stato un prolifico autore di copertine di libri. Passava molti mesi l'anno in Toscana dove morirà nel 1983 nella sua casa di Castelfranco di Sopra in provincia di Arezzo. Suo assistente è stato il designer e art director italiano Federico Luci.

## Esibizioni
- 2016: Willy Fleckhaus Design, Revolte, Regenbogen; Museum für Angewandte Kunst, Colonia (in cooperazione con il Museum Villa Stuck di Monaco di Baviera).
- 2017: Willy Fleckhaus Design, Revolte, Regenbogen im Museum für Kunst und Gewerbe, Amburgo.
- 2017: Willy Fleckhaus Design, Revolte, Regenbogen; Museum Villa Stuck, Monaco.